# Suaeda hortensis
Suaeda hortensis är en amarantväxtart som beskrevs av Peter Forsskål och Johann Friedrich Gmelin. Suaeda hortensis ingår i släktet saltörter, och familjen amarantväxter. Inga underarter finns listade i Catalogue of Life.